# 厚倉駅
厚倉駅（후창역、フチャンえき）は朝鮮民主主義人民共和国羅先特別市羅津区域に位置する朝鮮民主主義人民共和国鉄道省平羅線の鉄道駅である。

## 歴史
- 1965年6月10日：開業[1]。

## 隣の駅
朝鮮民主主義人民共和国鉄道省
平羅線
方津駅 - 厚倉駅 - 明湖駅